# کهنک میرآباد
کهنک میرآباد، روستایی در دهستان زیربانداد بخش مرکزی شهرستان لاشار در استان سیستان و بلوچستان ایران است.

## جمعیت
بر پایه سرشماری عمومی نفوس و مسکن در سال ۱۳۹۵، جمعیت این روستا برابر با ۱،۰۹۳ نفر (۲۹۴ خانوار) بوده‌است.<